# Hare Peak
L'Hare Peak, (in lingua inglese: Picco Hare), è un picco roccioso antartico privo di ghiaccio, alto 2.970 m, situato all'estremità settentrionale della dorsale che forma il fianco orientale del Ghiacciaio Leigh Hunt, nei Monti della Regina Maud, in Antartide.
La denominazione è stata assegnata dalla New Zealand Geological Survey Antarctic Expedition (1961–62) in onore di Clarence Hare, membro della British National Antarctic Expedition (1901–04).